# Rantum (Schiff)
Die Rantum wurde 1953 von der Werft Nobiskrug für die Reederei Thomas Entz & Sohn als Frachtschiff gebaut. Korrespondentreeder war die Nordfriesische Reederei GmbH in Rendsburg.

## Geschichte
Der 1899 geborene Thomas Johann Gottfried Entz arbeitete ab 1924 für die Reederei Zerssen & Co. in Rendsburg, die sein Vater leitete. Er schaffte mit der „Glückauf“ einen ersten Frachtdampfer an und erwarb bis zum Beginn des Zweiten Weltkriegs drei weitere Schiffe. Mit Unterstützung der Reederei Harald Schuldt aus Hamburg erreichte Thomas Johann Gottfried Entz 1948 mit der Hörnum (2350 BRT) seinen Wiederbeginn als Reeder nach dem Zweiten Weltkrieg. Die späteren Neubauten trugen ebenfalls den Namen existierender oder untergegangener Orte der Insel Sylt. Die Rendsburger Reederei Thomas Entz & Sohn hat 1952 den Frachter Rantum bestellt, der im Juni 1953 seine Probefahrt absolvierte und anschließend mit einem Putzmosaik von Charles Crodel abgeliefert wurde.
Anlässlich des 125-jährigen Jubiläums von Zerssen & Co. erlaubte der Innenminister von Schleswig-Holstein dem Reeder Thomas Johann Gottfried Entz ab sofort den Namenszusatz „von Zerssen“ tragen zu dürfen. Die Umbenennung erfolgte auf Wunsch der Familie von Zerssen.

## Schiffsbeschreibung
Die Rantum hatte eine Länge Lpp von 103,5 m und eine Breite von 15 m. Sie war als Frachter mit 4235 BRT als Volldecker vermessen und hatte eine Tragfähigkeit von 5930 tdw. Der von Borsig in Berlin in Lizenz gebaute langsamlaufende Zweitaktmotor Fiat-Borsig Typ 686 T hatte eine Nennleistung von 2648 kW. Es war der erste in Deutschland gebaute Schwerölmotor, er verlieh dem Schiff eine Nenngeschwindigkeit von 14 kn bei einem täglichen Brennstoffverbrauch von 13 t. Das Schiff hatte 37 Mann Besatzung und Einrichtungen für 10 Passagiere.